# Варсімаані
Варсімаані (груз. ვარსიმაანი) — село в Грузії.
За даними перепису населення 2014 року в селі проживає 80 осіб.